# Carma
Carma ist eine 2012 gegründete Funeral-Doom-Band.

## Geschichte
Carma wurde von den Everto-Signum-Musikern Nuno „Igniferum“ Cavaleiro, Æminus und Nekruss 2012 als Nebenprojekt gegründet. Das selbstbetitelte Debütalbum wurde von der Band 2014 in Eigenregie aufgenommen, in Österreich von Stefan Traunmüller von Sternenstaub und Golden Dawn im Soundtemple Studio in Freilassing gemastert und 2015 über Labyrinth Productions in Portugal, über Aesthetic Death Records und Dying Sun Records im restlichen Europa, und über Nuclear War Now! Productions in den vereinigten Staaten veröffentlicht. Carma wurde in Rezensionen als gutes vom Black Metal und Dark Ambient beeinflusstes Funeral-Doom-Album besprochen.

## Stil
Die Musik von Carma gilt als Funeral Doom. Dabei werden der Gruppe Einflüsse aus Black Metal und Dark Ambient attestiert, die von den Musikern bestätigt werden. So benennt die Band Abyssmal Sorrow, Nortt und Burzum als Einflüsse.
Lyrisch konzentriert sich die Band auf für den Funeral Doom typische Themen Tod, Verlust, Trauer und Leid. Die Lieder werden in portugiesischer Sprache vorgetragen. Die Musik ist überwiegend langsam und durch Riffbetontes Gitarrenspiel gekennzeichnet. Der Gesang wird vornehmlich in einem gutturalen Duktus geraunt und wurde hallend in den Hintergrund gemischt. Die Riffbetonten Phase wechseln sich mit kurzen Akustik- und Ambient-Sequenzen ab.

## Diskografie
- 2015: Carma (Album, Aesthetic Death)
- 2023: Ossadas (Album, Monumental Rex)